# Lympsham
Lympsham är en ort och civil parish i Storbritannien.   Den ligger i grevskapet Somerset och riksdelen England, i den södra delen av landet, 200 km väster om huvudstaden London. Lympsham ligger 9 meter över havet och antalet invånare är 960.
Terrängen runt Lympsham är platt. Havet är nära Lympsham västerut. Runt Lympsham är det ganska tätbefolkat, med 179 invånare per kvadratkilometer. Närmaste större samhälle är Weston-super-Mare, 7,1 km norr om Lympsham. Trakten runt Lympsham består i huvudsak av gräsmarker.